# Mistrzostwa Polski w Biathlonie 2023
55. Mistrzostwa Polski w biathlonie miały odbyć się w dniach 21-26 marca 2023 w Jakuszycach. Zostały jednak odwołane z powodu zbyt małej warstwy śniegu. Pierwotnie planowano rozegrać cztery konkurencje: sztafetę mieszaną, mass start, sprinty i biegi pościgowe. Dwa ostatnie dni zawodów miały dodatkowo mieć rangę Pucharu Europy Centralnej - zawodów regionalnych pod patronatem Międzynarodowej Unii Biathlonu.